# Åmdals Verk
Åmdals Verk je vesnice a bývalý měděný důl v obci Tokke v kraji Telemark v Norsku je vzdálen 8 km jižně od města Dalen.
V oblasti Tokken byla měď objevena v roce 1688. Těžba měděné rudy byla zahájená v roce 1691 a s přestávkami těžena až do roku 1945. Během 250 let bylo vyrubáno kolem jednoho miliónu tun horniny a z ní extrahováno na 8 až 10 000 tun mědi. Nejlepší období bylo v letech 1870–1884, kdy ve vesnici byla škola a lékař.
Bývalý důl je součástí West Telemark Museum s ukázkou historie hornictví a v letních měsících jsou zpřístupněny štoly pro veřejnost.